# Aéroport de Biratnagar
L'aéroport de Biratnagar (code IATA : BIR • code OACI : VNVT) est un aéroport desservant la ville de Biratnagar au Népal. Il a ouvert le 6 juillet 1958.

## Installations
L'aéroport est situé à 72 mètres d'altitude. Il possède une unique piste orientée 09/27 longue de 1 505 mètres en asphalte.

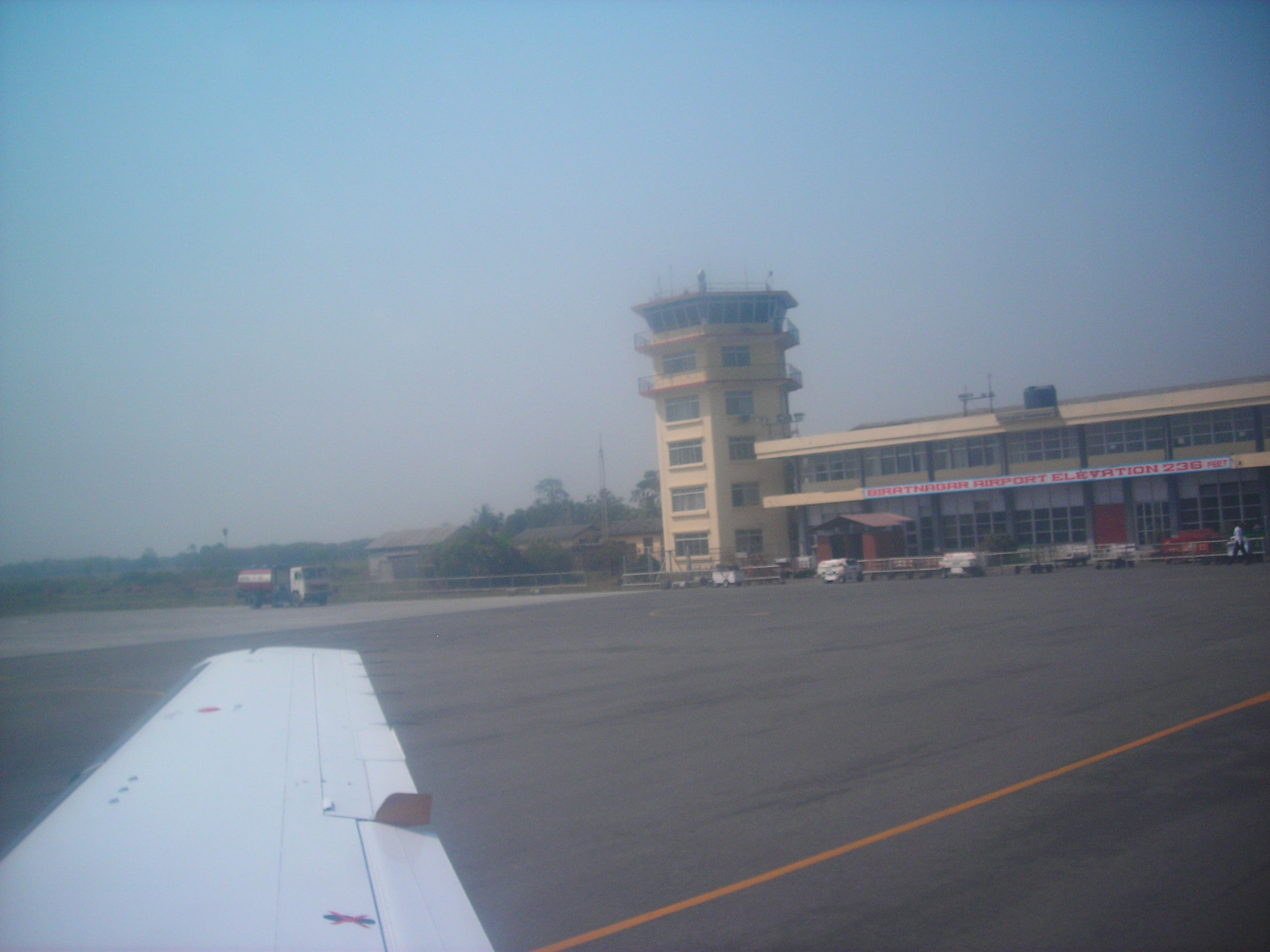
Tour de contrôle vue à travers le hublot d'un avion.

L'aéroport est équipé pour recevoir des avions du Nepalese Army Air Service.

## Situation
| \| 100 km1:3 095 000 \| Bajura Bhadrapur Bhâratpur Bhojpur Biratnagar Dhangadhi Dolpa Janakpur Jomsom Jumla Katmandou Lamidanda Lukla Manang Meghauli Nepalganj Phaplu Pokhara Ramechhap Rukumkot Rumjatar Simara Siddharthanagar Simikot Surkhet Talcha Taplejung Thamkharka Tumlingtar Dang |
| 100 km1:3 095 000 |

## Compagnies et destinations
| Compagnies      | Destinations                                          |
| --------------- | ----------------------------------------------------- |
| Buddha Air      | Katmandou                                             |
| Gorkha Airlines | Tumlingtar                                            |
| Nepal Airlines  | Bhojpur, Lamidanda, Taplejung, Thamkharka, Tumlingtar |
| Sita Air        | Katmandou                                             |
| Yeti Airlines   | Katmandou                                             |

## Statistiques
Pour des raisons techniques, il est temporairement impossible d'afficher le graphique qui aurait dû être présenté ici.

Voir la requête brute et les sources sur Wikidata.